# Granges cartusiennes de Font bruno
Les granges cartusiennes de Font bruno, aussi appelées ferme des Chartreux, sont deux granges d'obédience situées à Escoussens, dans le Tarn, en région Occitanie (France). Dépendant de la chartreuse Notre-Dame-de-Bellevue de Saïx, elles tiennent leur nom du lieu-dit Font bruno, Fontbruno ou Fonbruno, dans le massif de la Montagne Noire.

## Histoire
Les Chartreux de la chartreuse Notre-Dame-de-Bellevue de Saïx obtiennent la seigneurie d'Escoussens au début du XVIe siècle, date à laquelle de premières granges cartusiennes pourraient avoir été construites, à l'emplacement d'une ancienne métairie pratiquant l'élevage, la coupe du bois, la ferronnerie et la verrerie. De nombreux aménagement hydrauliques, comme des canaux ou le vivier de Roudille, sont de cette époque.
Les bâtiments actuels, les deux granges et le manoir de Fontbruno, datent respectivement du XVIIIe siècle et XIXe, même si ce dernier est surtout le remaniement d'une bâtisse plus ancienne. En 1792, pendant la Révolution française, un certain P.J Ladès, inspecteur des Subsistances Militaires à Carcassonne, rachète le domaine comme bien national et en fait sa résidence principale. Il rénove alors les bâtiments, agrandit les granges par l'ajout d'une bergerie et d'un écurie (par la construction de vaisseaux latéraux), et encadre les ouvertures avec du granite. C'est lui qui fait bâtir le manoir actuel, puis reconstruire dans sa totalité la deuxième grange (endommagée par le temps). La famille Auban de Marseille acquiert le domaine en 1876, y fait bâtir une chapelle et moderniser le manoir, puis revend en 1942. En 1965, le conseil général du Lot rachète les terres, pour les organiser en colonie de vacances (de cette période datent plusieurs bâtiments en béton). C'est aujourd'hui une propriété privée.
Les granges cartusiennes de Font Bruno (et non l'ensemble du domaine) sont inscrites au titre de monument historique par arrêté du 28 juin 1988.

## Architecture
Le domaine de Font Bruno possède trois corps de bâtiment distincts :
- Le principal qui regroupe le manoir de Fontbruno, la chapelle contiguë, ainsi que les communs dont il ne demeure que le tracé.
- Le deuxième est la plus grande des granges cartusiennes, qui possède une écurie à trois vaisseaux, dont la porte est surmonté d'une tête de cheval sculptée. La longue salle rectangulaire de cette grange possède un voûtement en grands arcs brisés de pierre surmonté d'une charpente de bois. Elle possède une porte de plein-cintre à sommiers. Un second bâtiment à arcs diaphragmes la prolongeait, mais a aujourd'hui disparu.
- Le troisième est le seconde grange, dotée d'une simple charpente, avec deux larges ouvertures vers l'est.

Les deux granges sont principalement bâties en moellons de schiste, avec des encadrements d'ouvertures en grès ou granite. Les toits de l'ensemble des bâtiments sont couverts de lévrets.
Le domaine est riche en aménagements hydrauliques, tels que des canaux, viviers ou réservoirs, ainsi que d'une lac de jardin (XIXe siècle), approvisionné continuellement,.